# Dritte Taiwanstraßenkrise

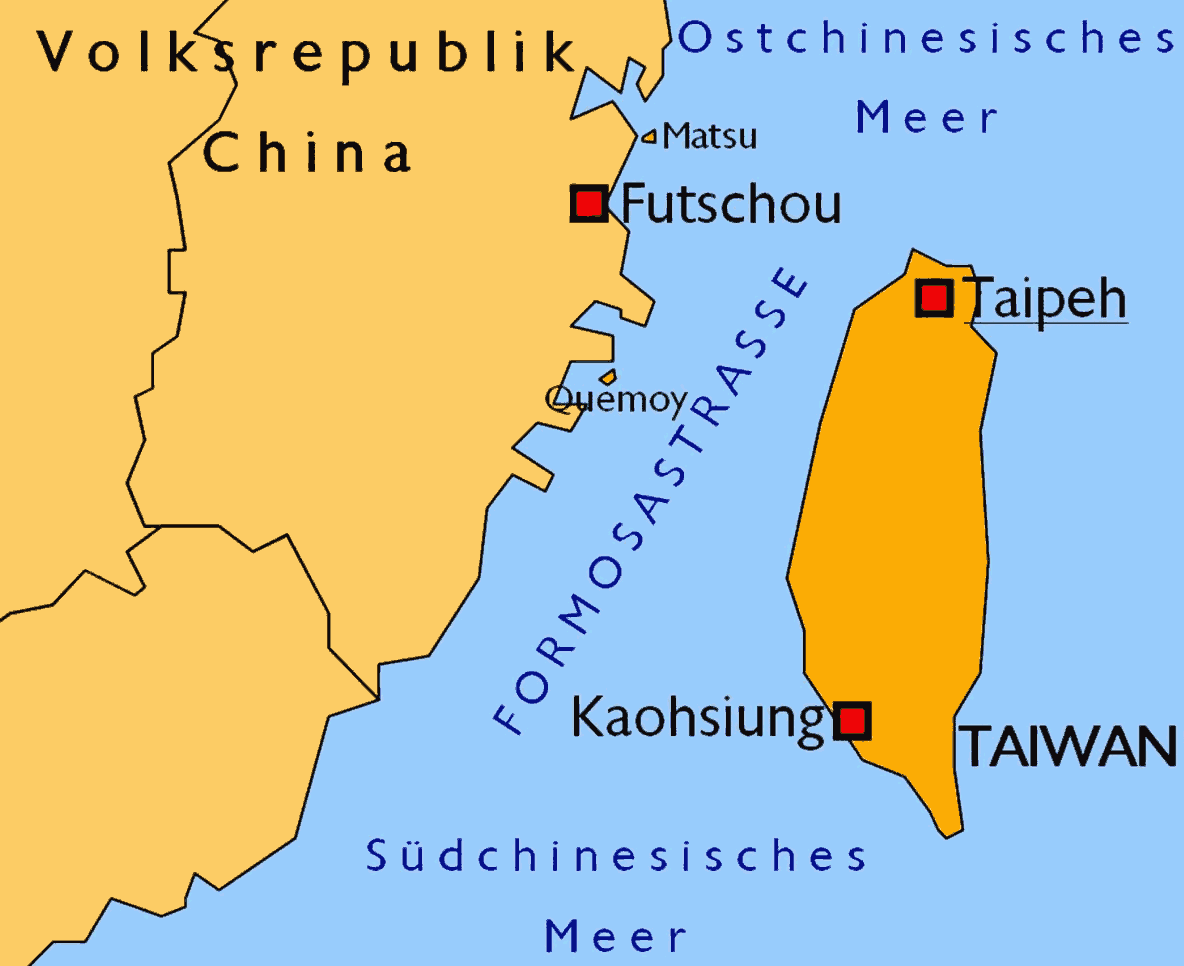
Formosa- oder Taiwanstraße

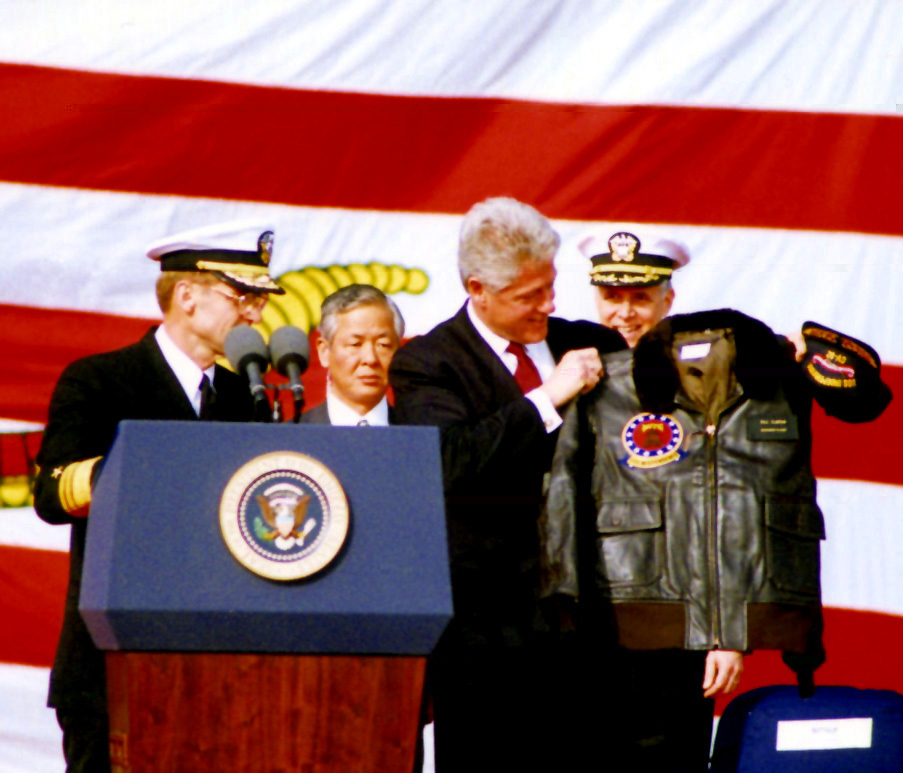
Präsident Bill Clinton dankt der Independence für ihren Einsatz in der Krise

Die Dritte Taiwanstraßenkrise oder Taiwankrise war eine politische und militärische Krise zwischen der Volksrepublik China und der Republik China sowie den Vereinigten Staaten, die sich in der Taiwanstraße und um die Insel Taiwan abspielte.
Der damalige Präsident der Republik China Lee Teng-Hui wurde im Jahr 1995 eingeladen die Cornell-Universität, an der er 1968 den Doktorgrad erworben hatte, zu besuchen, um dort eine Rede zu halten. Dies stieß auf den Widerstand der politischen Führung der Volksrepublik China. In beiden Häusern des Kongresses der Vereinigten Staaten wurde mit großer Mehrheit eine vom demokratischen Abgeordneten Tom Lantos initiierte Resolution verabschiedet, in der US-Präsident Bill Clinton aufgefordert wurde, Lee den als privat deklarierten Besuch seiner Alma Mater zu ermöglichen, ebenso wie einen Zwischenstopp in Anchorage (Alaska), um dort an einer bilateralen Wirtschaftskonferenz teilzunehmen. Nach anfängliche Zögern gab Präsident Clinton seine Zustimmung zu einem Visum für Lee für den USA-Besuch. Lee reiste in die USA und hielt am 9. Juni 1995 die Rede unter dem Titel Always in my Heart („Immer in meinem Herzen“) an der Cornell University. In der Rede reflektierte er seine Zeit an der Cornell University 1965 bis 1968 in der Zeit der Studentenunruhen während des Vietnamkrieges und der Bürgerrechtsbewegung. Diese Erlebnisse hätten ihn tief beeindruckt, und er sei mit der Entschlossenheit nach Taiwan zurückgekehrt, dort seinen Beitrag zur Demokratisierung der Gesellschaft zu leisten. Lees Rede wurde weltweit von Reportern kommentiert und über Rundfunk in viele Länder Asiens übertragen.
Die Volksrepublik China kündigte daraufhin Manöver in der Taiwanstraße an. Das erste Manöver der Chinesischen Volksarmee mit scharfen Raketentests wurde am 18. Juli 1995 durchgeführt und dauerte fünf Tage. Es fand nördlich von Taiwan statt. Ein weiteres Manöver dauerte vom 15. bis zum 21. August 1995.
Anfang März 1996 zog die Volksrepublik 150.000 Soldaten und 300 Flugzeuge für Manöver zusammen und führte vom 8. bis zum 15. März 1996 Raketentests durch. Es wurden M9-Raketen in die Fahrrinne von taiwanesischen Häfen geschossen um zu demonstrieren, dass Taiwan jederzeit vom See- oder Luftweg abgeschnitten werden könnte. Um die Krise zu beenden entschied die US-Regierung am 10. März 1996, den Flugzeugträger Independence und ihre Carrier Strike Group 5 in die Gewässer um Taiwan zu entsenden. Daraufhin kündigte die chinesische Regierung ein zehntägiges Manöver aller drei Teilstreitkräfte ab dem 12. März 1996 an. Die US-Regierung reagierte am 11. März 1996 mit der Entsendung eines zweiten Flugzeugträgers, der Nimitz, zusammen mit der Carrier Group Seven. Die Raketentests fanden unmittelbar vor der Präsidentschaftswahl in Taiwan am 23. März 1996 statt. Bei der Präsidentschaftswahl kandidierten mehrere chinafreundliche Kandidaten gegen Amtsinhaber Lee und das Kalkül der Regierung in Peking war offensichtlich, die taiwanischen Wähler mit militärischen Drohgebärden dazu zu bringen, einen chinafreundlichen Kandidaten zu wählen. Dieses Kalkül ging jedoch nicht auf, und Lee gewann die Wahl mit großer Mehrheit. Bei der am gleichen Tag stattfindenden Wahl der Nationalversammlung, gewann Lees Partei, die Kuomintang, die Mehrheit der Mandate.
Zur Kampfgruppe der Independence gehörten:
- der Kreuzer Bunker Hill
- der Zerstörer Hewitt
- der Zerstörer O’Brien
- die Fregatte McClusky

Die Nimitz wurde eskortiert von:
- dem Kreuzer Port Royal
- dem Zerstörer Oldendorf
- dem Zerstörer Callaghan
- der Fregatte Ford
- dem U-Boot Portsmouth
- dem U-Boot Birmingham
- dem Tanker Willamette
- dem Versorgungsschiff Shasta.

In den folgenden Monaten legten sich die Spannungen wieder.